# Українське мінералогічне товариство
Українське мінералогічне товариство — добровільна науково-громадська організація, основним завданням якої є сприяння розвиткові й популяризації досягнень мінералогії.

## Історія
В 50-річній історії Українського мінералогічного товариства (УМТ) значущими є три дати — поворотні віхи: 31 березня 1954 року, 6 травня 1970 року і 10-12 вересня 1991 року. Перша дата — це заснування Київського відділення Всесоюзного мінералогічного товариства (KB BMT), а згодом Українського відділення Всесоюзного мінералогічного товариства (УВ ВМТ), друга дата — це усвідомлення своєї гідності і перетворення з відділення Всесоюзного мінералогічного товариства в Українське мінералогічне товариство (УМТ), третя дата — це перехід товариства в самостійне існування і вихід на міжнародну арену.
31 березня 1954 р. на організаційному засіданні, яке відбулося в стінах геологічного факультету Київського університету ім. Тараса Шевченка, було оголошено про заснування KB BMT. Було обрано раду KB BMT. В 1954 році до складу KB BMT входило 64 члени.
В 1958 році на прохання членів ВМТ, які працювали на території України, Київське відділення ВМТ було переіменовано в Українське відділення ВМТ. Згодом УВ ВМТ заснувало свої філіали у великих містах України: Харків, Дніпропетровськ, Донецьк та інші.
В 1960-х роках УВ ВМТ приступило до створення свого журналу і вже у 1962 році вийшов у світ перший випуск «Записок Украинского отделения Всесоюзного минералогического общества» обсягом 12 друк. арк. У 1963 р. УВ ВМТ разом з Інститутом геологічних наук АН УРСР видає збірник робіт під назвою «Теоретические и генетические вопросы минералогии» обсягом 14 друк. арк. В 1965 р. УВ ВМТ видає новий збірник «Морфология, свойства и генезис минералов».
В кінці 60-х на початку 70-х років минулого століття УВ ВМТ було найбільшим у структурі ВМТ. Своєю діяльністю воно охоплювало всю територію України з осередками у містах Львові, Дніпропетровську, Харкові, Кривому Розі, Донецьку, Одесі, Сімферополі і об'єднувало найкращі наукові сили в галузі мінералогії і суміжних наук. У ці роки Є. К. Лазаренко проводить активну роботу по створенню на базі УВ ВМТ Українського мінералогічного товариства.
Перший з'їзд — засновник УМТ відбувся 6 травня 1970 р. в м. Києві. Делегати з'їзду були представниками Київського, Львівського, Дніпропетровського, Харківського, Донецького і Криворізького філіалів. З'їзд одноголосно затвердив перетворення УВ ВМТ в УМТ при Відділенні наук про Землю і Космос АН УРСР. Президентом УМТ було обрано Є. К. Лазаренка.
В 1970—1975 роки УМТ зросло до 14 відділень (Київське, Харківське, Кримське, Дніпропетровське, Львівське, Криворізьке, Донецьке, Закарпатське, Волинське, Івано-Франківське, Комунарсько-Кадіївське, Одеське, Роменське, Артемівське) і 408 членів. У цей час УМТ провело ряд симпозіумів, продовжило видавничу діяльність.
В 1975—1980 роки УМТ продовжувало видавати щорічник «Минералогия осадочных образований», опублікувало збірник «Вопросы региональной и генетической минералогии» (4 випуски), збірник «Региональная и генетическая минералогия» (3 випуски). У 1979 р. засновано «Минералогический журнал».
В травні 1985 р. у Кривому Розі відбувся 4-й з'їзд УМТ. Президентом УМТ було обрано Ю. П. Мельника, першим віце-президентом — В. І. Павлишина, віце-президентами — А. А. Вальтера і О. І. Матковського, вченим секретарем В. В. Радчука.
На п'ятому з'їзді УМТ 10-12 вересня 1991 року був прийнятий новий його статут, згідно з яким УМТ стало незалежною і добровільною науково-громадською творчою організацією громадян України, які ведуть теоретичну або практичну роботу в галузі мінералогії. Президентом УМТ було обрано В. І. Павлишина, віце-президентами — О. І. Матковського і А. А. Вальтера, вченим секретарем — В. М. Крочука.
1990-і роки були несприятливими для активної діяльності товариства, воно було позбавлено фінансової підтримки з боку Академії наук України і мало покладатися тільки на свої сили та спонсорів. Попри це УМТ проведено низку корисних для розвитку української мінералогії заходів: входження УМТ до складу Європейського мінералогічного союзу (1993 р.) та Міжнародної мінералогічної асоціації (1994 p.), започатковані «Лазаренківські читання» (м. Львів − 1999 p., м. Одеса — 2000 p.), ініційовані програми та публікації, скеровані на створення наукових засад розвитку мінерально-сировинної бази України, ліквідацію брудного довкілля.
6-й з'їзд УМТ відбувся 2-4 жовтня 2001 р. в Києві, після тривалої перерви. Обрано Президію УМТ на 2001—2006 роки у складі: В. М. Квасниця — президент УМТ, А. А. Вальтер — перший віце-президент, О. І. Матковський — другий віце-президент, О. М. Пономаренко — віце-президент, Т. Я. Кутузова — вчений секретар, В. М. Хоменко — вчений секретар по міжнародних зв'язках, члени Президії — Д. К. Возняк, В. І. Павлишин, В. Ф. Грінченко, О. В. Зінченко. Засновано журнал «Записки Українського мінералогічного товариства».
У 2002 році засновано премію УМТ для молодих учених і студентів імені академіка Є. К. Лазаренка. Члени УМТ беруть активну участь у створенні «Мінералогічної енциклопедії України».
Завдяки діяльності УМТ Україна має сучасну мінералогію більшості регіонів України і досконалу мінералогію її багатьох геологічних об'єктів, важливі теоретичні напрацювання. У 1960-1980 роки в Україні потужно працювали чотири мінералогічні школи (кристалохімії і фізики мінералів, регіонально-мінералогічна, термобарогеохімічна, мінералого-технологічна).

## Керівництво УМТ
- Кульчицька Ганна Олександрівна — президент
- Матковський Орест Іллярович — перший віце-президент
- Ковальчук Мирон Степанович — віце-президент
- Хоменко Володимир Михайлович — віце-президент
- Бельський Володимир Миколайович — вчений секретар

## Почесні президенти УМТ
- Поваренних Олександр Сергійович, у 1980—1985 рр.
- Павлишин Володимир Іванович, у 2006—2011 рр.

## Почесні члени УМТ[1]
- З 1980 року:
  - Бєлов Микола Васильович, 
  - Семененко Микола Пантелеймонович, 
  - Соболєв Володимир Степанович, 
  - Ткачук Лук'ян Григорович, 
  - Усенко Іван Степанович,
- З 1985 року:
  - Агафонова Тетяна Миколаївна, 
  - Григор'єв Дмитро Павлович, 
  - Шафрановський Іларіон Іларіонович, 
  - Чухров Федір Васильович, 
  - Щербак Микола Петрович,
- З 1991 року:
  - Бережной Анатолій Семенович, 
  - Мельник Юрій Петрович, 
  - Нікольський Ігор Леонідович, 
  - Федорченко Віра Спиридонівна, 
  - Ясинська Ангеліна Андріївна,
- З 2001 року:
  - Бартошинський Збігнєв Владиславович, 
  - Гаєва Ніна Михайлівна, 
  - Костов Іван, 
  - Лангер Клаус, 
  - Пирогов Борис Іванович,
- З 2006 року:
  - Білоніжка Петро Михайлович, 
  - Заріцький Петро Васильович, 
  - Матковський Орест Іллярович, 
  - Панов Борис Семенович, 
  - Шнюков Євген Федорович,
- З 2011 року:
  - Булах Андрій Глібович, 
  - Платонов Олексій Миколайович, 
  - Сакал Шандор, 
  - Таращан Аркадій Миколайович, 
  - Удубаша Георге,